# AGM-86 ALCM

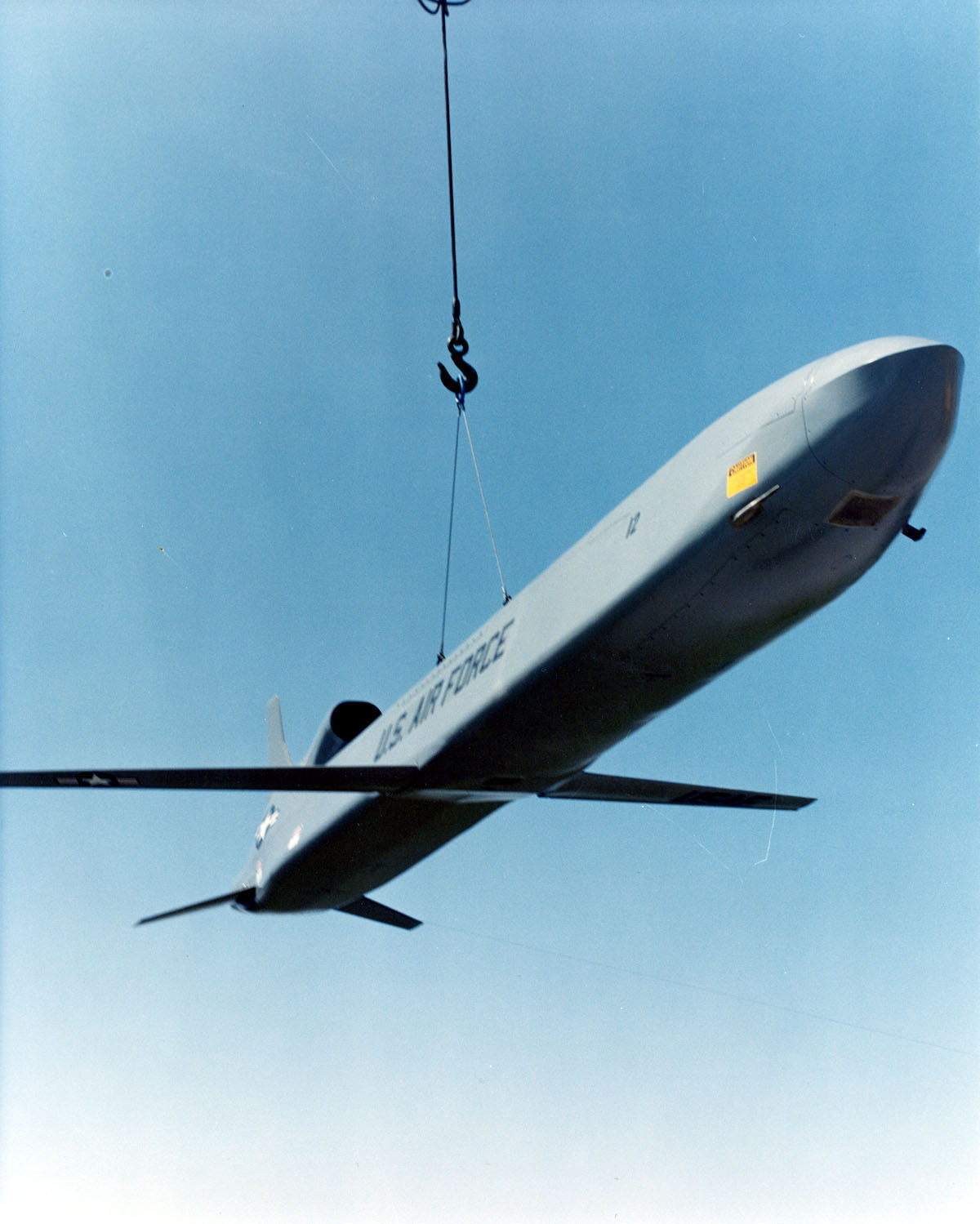
150 kt 수소폭탄을 탑재한 사거리 2400 km의 AGM-86B ALCM은 B-52 폭격기에 20발을 탑재한다

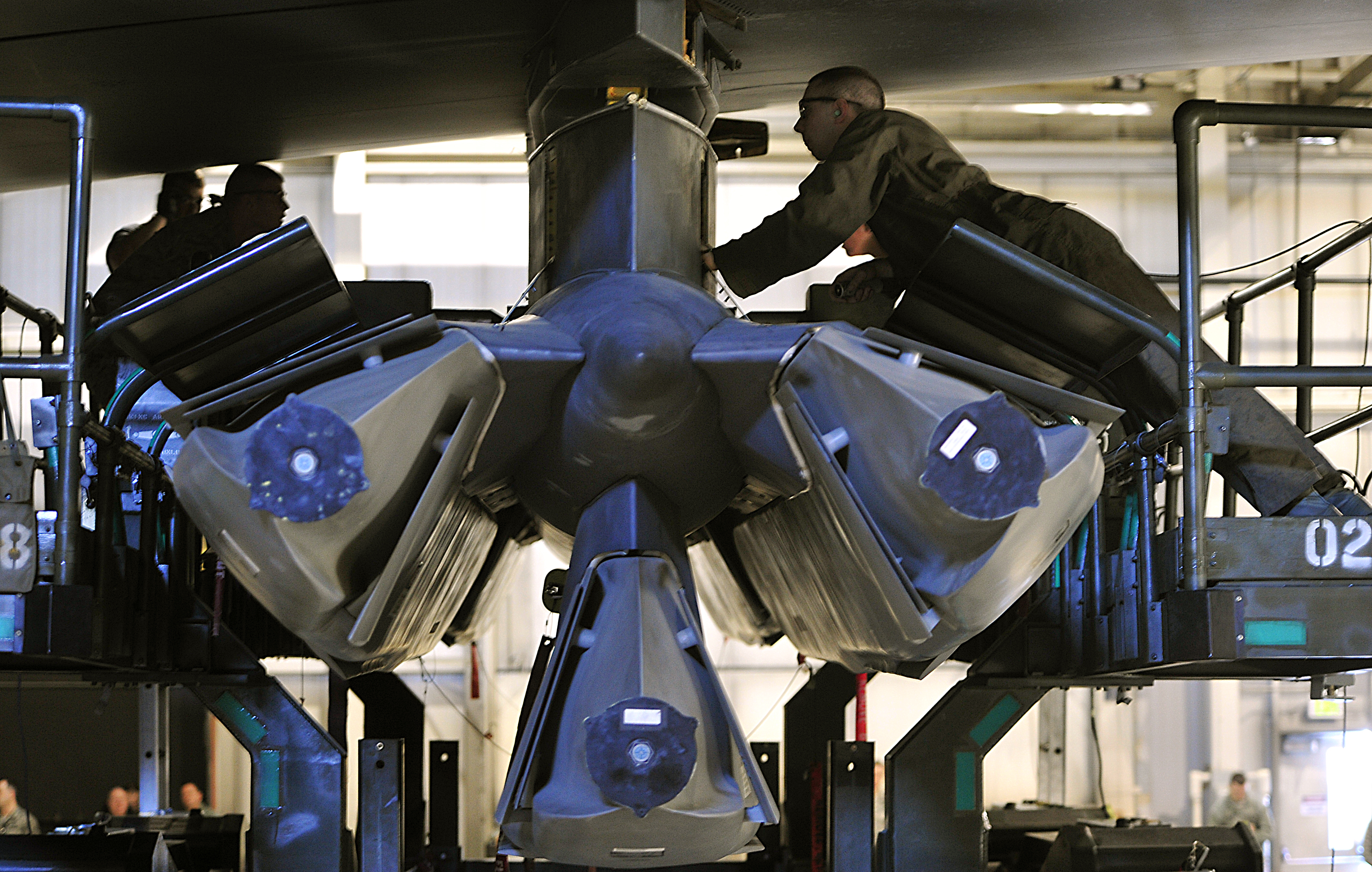
2014년 B-52 폭격기에 장착된 AGM-86B ALCM

AGM-86 ALCM (AGM-86A, AGM-86B, AGM-86C CALCM, AGM-86D CALCM)은 보잉이 만들고 미국 공군이 장거리 공격 스탠드 오프 병기로서 채용·운용하고 있는 아음속 공대지 순항미사일이다. ALCM은 공대지 순항미사일(Air-Launched Cruise Missile)의 약자다. 장거리 순항, 핵탄두 부착이 가능하며 전략 표적 위주로 공격하며 1982년에 실용화되었다.

## 역사
1976년 9월 AGM-86A ALCM의 초도비행에 성공했다. 그러나 AGM-86A는 대량생산되지 않았다. 보다 대형인 AGM-86B가 1980년부터 1986년까지 1,715발이 대량생산되었다. 1982년 12월 AGM-86B를 최초로 실전배치했다. B-52 폭격기에 20발을 탑재한다. TNT 150 kt W80 수소폭탄을 탑재하고, 사거리 2,400 km이다.
같은 시기에, 소련은 Kh-55 공중 발사 순항 미사일을 개발해 미국과 경쟁했다. 1983년 12월 31일 Kh-55를 최초로 실전배치했다. 투폴레프 Tu-95 폭격기에 16발을 탑재한다. TNT 200 kt 수소폭탄을 탑재하고, 사거리 2,500 km이다.
1987년 INF 조약으로 미국 BGM-109G 그리폰과 소련 Kh-55가 폐기되었다. 그러나 지상발사형만 폐기되었으며, 공중 발사형은 양국 모두 계속 보유했다.
2017년 미국 국방부는 AGM-86 ALCM를 대체하기 위해, LRSO 개발비를 레이시온과 록히드 마틴에 지원했다. 두 회사는 각각 다른 모델을 개발할 것이다. 2022년 LRSO 구매 계약을 체결할 것이다. AGM-86 ALCM은 B-52H 폭격기에만 장착이 가능한데, LRSO는 노스럽 그러먼 B-21 스텔스 폭격기에도 장착이 가능하다.